# Jangwani (Dar es Salaam)
Jangwani è una circoscrizione urbana (urban ward) della Tanzania situata nel distretto di Ilala, regione di Dar es Salaam. Conta una popolazione di 17 647 abitanti (censimento 2012).